# Gramatika skotské gaelštiny
Skotská gaelština (dále jen gaelština) se vyvinula ze staroirštiny a patří spolu s irštinou a jazykem Manx do goidelské větve keltské skupiny indoevropských jazyků. Ve své psané formě používá latinku a pro její gramatiku jsou klíčové jak tvarosloví, tak větná skladba.
Účelem tohoto článku není podat zevrubný přehled gaelské gramatiky, ale popsat její základní pravidla a upozornit na některé běžné jevy, ve kterých se výrazně liší od gramatiky české.

## Pravopis
Gaelská abeceda má 18 písmen: 13 souhlásek a 5 samohlásek: a, b, c, d, e, f, g, h, i, l, m, n, o, p, r, s, t, u. Protože má ovšem gaelština daleko více vyslovovaných hlásek, závisí výslovnost jednotlivých písmen na dalších okolnostech.
Pokud se samohláska vyslovuje dlouze, je toto znázorněno podobně jako v češtině čárkou, která má ovšem opačný sklon (v angličtině grave accent, v gaelštině sràc mhall): à, è, ì, ò, ù. V minulosti byly samohlásky é a ó psány stejně jako v češtině, ale od tohoto způsobu se nyní opouští.
Výslovnost některých souhlásek závisí na tom, zda se jedná o první hlásku ve slově:
beagan [bekan] – málo
obair [opər] – práce
lùb [lu:p] – zatáčka
Dále je výslovnost některých souhlásek ovlivněna tzv. lenizací, což se většinou projevuje tím, že je následována písmenem h (které se pak samo nevyslovuje):
mòr [mo:r] – velký
mhòr [vo:r] – velká
Konečně u některých souhlásek nebo skupin souhlásek je výslovnost odvozena od toho, zda sousední samohlásky jsou "úzké" nebo "široké".

### Úzké a široké hlásky
Gaelština rozlišuje samohlásky na úzké (v angličtině slender, v gaelštině caol), tj. e a i a široké (v angličtině broad, v gaelštině leathann), tj. a, o a u. Podle toho, zda souhláska bezprostředně sousedí se samohláskou nebo samohláskami úzkými či širokými, může se měnit její výslovnost, a souhlásky se tak rovněž dělí na úzké či široké.
ise [iʃe] – ona
asta [astə] – z nich
Protože samozřejmě v mluveném projevu může být tatáž souhláska nebo skupina souhlásek obklopena z jedné strany samohláskou úzkou a z druhé strany širokou, vzniklo pravidlo "úzká k úzké a široká k široké" (caol ri caol agus leathann ri leathann). Podle tohoto pravidla musí být daná souhláska nebo skupina souhlásek v psané formě obklopena pouze samohláskami úzkými nebo pouze samohláskami širokými. Například t ve slově oiteag (poryv větru) je předcházeno "úzkým" i, a musí proto samohláska úzká i následovat – v tomto případě e. Písmeno t je zde tedy souhláskou úzkou a čte se [tʃ] – "široké" t by se četlo [t].
Nevýhodou tohoto systému je fakt, že některé psané samohlásky se vůbec nevyslovují, protože jejich jediná funkce je dodržení popsaného pravidla. U zmíněného slova oiteag, které se čte [oitʃak], se jedná o písmeno e, díky němuž je jednoznačně určena výslovnost předcházejícího t, ale samo je "němé".
Jedním z následků tohoto pravidla je také to, že většina přípon má dva tvary, jeden pro následování hlásek úzkých a jeden pro následování hlásek širokých. V textu jsou zmiňovány v tomto formátu:
-(a)idh (přípona budoucího času, např.:
glas > glasaidh
fuirich > fuirichidh
-(e)amaid (přípona podmiňovacího způsobu, např.:
glas > glasamaid
fuirich > fuiricheamaid apod.
Pravidlo "úzká k úzké a široká k široké" se nedodržuje při tvorbě příčestí minulých, u několika málo slov, která se tradičně píší v podobě tomuto pravidlu odporující (např. rudeigin – něco), a v poslední době se také méně striktně trvá na jeho dodržování u slov nově přejatých z jiných jazyků.

### Další obecná pravidla
Různé další pravopisné jevy, jako je používání velkých počátečních písmen nebo použití písmen (místo tečky) za řadovou číslovkou, jsou ze zřejmých důvodů ovlivněny angličtinou.
Seicis – Czech – čeština
Seiceach – Czech – český
7mh – 7th – 7. (sedm – seachd > sedmý – seachdamh > 7mh)
Jednotně uznávaná kompletní pravidla pravopisu neexistují. Od roku 1981 existuje dokument Gaelic Orthographic Conventions (Ortografické konvence gaelštiny), jenž byl v roce 2001 aktualizován dokumentem Faclair na Pàrlamaid (Slovník [skotského] parlamentu) a je snaha řídit se těmito dokumenty ve školství; rovněž v současnosti nejúplnější slovník gaelštiny (autor: Colin Mark) se na ně odvolává. Někteří lingvisté ovšem mají k jistým aspektům těchto dokumentů (například zmíněné pravidlo o používání pouze jednoho typu čárky nad samohláskou) výhrady, a obecně se dá říci, že jejich obsah je považován pouze za doporučující, nikoliv závazný.

## Hláskové změny
Na rozdíl od češtiny, kde k hláskovým změnám dochází pouze na konci slova, dochází k nim v gaelštině i na jeho začátku nebo uprostřed. Tyto změny se dají rozdělit do dvou skupin: lenizace a zúžení/zeširočení.

### lenizace
lenizace [viz diskusní stránka] (v angličtině lenition, v gaelštině sèimheachadh) je změna první hlásky ve slově. Může k ní docházet při skloňování, časování, ale i následkem použití členu určitého, některých přivlastňovacích zájmen atd. Pravidel, kdy lenizaci použít a kdy ne, je velmi mnoho a tvoří jednu z nejsložitějších částí gaelské gramatiky, navíc občas ovlivněnou konkrétním nářečím. Naproti tomu pravidla jak případná změna probíhá jsou poměrně jednoduchá a jednoznačná:
- K lenizaci nikdy nedochází u samohlásek a hlásky h.
- Rovněž k ní nikdy nedochází u počátečního s, je-li toto následováno některou z hlásek g, m, p nebo t – jinými slovy začíná-li slovo skupinou sg, sm, sp nebo st.
- U písmen l, n a r dochází k lenizaci pouze ve výslovnosti (například [ʎ] se mění na [l]), ale písemná forma zůstává stejná.
- Ve všech ostatních případech je lenizace znázorněna tím, že za lenizované počáteční písmeno je zařazeno písmeno h:
bàta (loď) > mo bhàta (moje loď)
dachaigh (domov) > dhachaigh (domů)
saighdearan (vojáci) > shaighdearan (vojáků)

### Zúžení/zeširočení
K tomuto jevu dochází při ohýbání podstatných a přídavných jmen a sloves.
Nejčastějším případem při skloňování je zúžení (neboli slenderizace, v angličtině slenderisation, v gaelštině caolachadh) koncové široké hlásky nebo skupiny hlásek při tvorbě genitivu a množného čísla na hlásku nebo hláskovou skupinu úzkou. K tomu dochází buď vložením i za širokou hlásku, nebo tím, že i širokou hlásku či hláskovou skupinu nahradí:
cat (kočka) > cait (kočky) (genitiv totožný s nominativem množného čísla)
ceann (hlava) > cinn (hlavy)
V mnoha případech dochází zároveň i ke změně předchozí hlásky za jinou:
bòrd (stůl) > bùird (stoly)
cas (noha) > coise (nohy) (genitiv; nominativ množného čísla je casan)
Při tvorbě genitivu množného čísla často zdánlivě dochází k opačnému postupu – v nominativu úzká hláska či skupina nabývá "širokého" tvaru. Ve skutečnosti se ovšem jedná o to, že v těchto případech je tvar genitivu množného čísla totožný s tvarem nominativu čísla jednotného, a k žádné změně tedy vlastně nedošlo.
neul (mrak) > neòil (mraku)
neul > neòil (mraky)
neul > neul (mraků)
Pokud dojde při tvorbě genitivu jednotného (nikoliv množného) čísla k zúžení u podstatného jména, dochází k němu zpravidla rovněž u přídavného jména, které je k tomuto podstatnému jménu připojeno:
each beag (malý kůň) > eich bhig (malého koně), ale
each beag > eich bheaga (malí koně)
U mnoha sloves dochází k opačnému procesu, a to při tvorbě příčestí přítomného před připojením "širokohláskové" přípony:
cuidich (pomoz) > cuideachadh (pomáhající)
ionnsaich (uč) > ionnsachadh (učící)

## Podstatná jména
Gaelská podstatná jména se dělí pouze do dvou mluvnických rodů, mužského a ženského. Ke kterému rodu se konkrétní podstatné jméno řadí je pouze otázkou tradice, a až na některé případy se toto nedá odhadnout. Například jména zemí jsou zpravidla rodu ženského; naproti tomu slovo boireannach, přestože znamená žena, je z mluvnického hlediska rodu mužského. Situace je dále komplikována tím, že malá, ale nezanedbatelná část gaelských podstatných jmen je v některých dialektech rodu mužského a v jiných rodu ženského. Rod podstatného jména ovlivňuje jak způsob, jakým je skloňováno, tak tvary případného členu určitého, přídavného jména apod., které se k němu vážou.

### Skloňování
Gaelská mluvnice rozlišuje čtyři pády: nominativ, vokativ, genitiv a dativ, jejichž použití zcela nekoresponduje s tím, jak jsou tyto pojmy chápány v češtině.
- Nominativ je základním tvarem podstatného jména a zhruba odpovídá českému 1.pádu, ale je používán i po některých předložkách, např. eadar (mezi). Nominativ jednotného čísla má současně funkci lemmy.
- Vokativ má stejně jako v češtině funkci pádu oslovovacího.
- Genitiv je používán ve třech hlavních případech:
  - jako pád přivlastňovací: càr athar – otcovo auto
  - téměř po všech složených předložkách
  - po příčestí přítomném, ovšem pouze předchází-li podstatnému jménu člen určitý.
- Dativ je používán po většině jednoduchých předložek (byť ne po všech).

V současné době neexistuje ustálený systém roztřídění podstatných jmen na skupiny podle způsobu skloňování, jako je tomu například v češtině. To ovšem neznamená, že by žádné společné rysy neexistovaly – v převážné většině případů se dají při znalosti rodu, genitivu jednotného čísla a nominativu čísla množného všechny ostatní tvary (včetně tvarů případného přináležejícího členu určitého nebo přídavného jména) odvodit, a většina slovníků proto uvádí právě tyto tři údaje.

### Podstatná jména slovesná a numerická
Podstatná jména slovesná (gearradh – řezání, losgadh – střílení apod.) mají v gaelštině daleko rozsáhlejší využití než v češtině, protože v mnoha případech mají i význam odpovídající významu, pro který čeština odvozuje další tvar – například seòladh znamená doslova "plavení (se)", ale jeho význam běžně odpovídá i českému "plavba" ve smyslu konkrétní podniknuté cesty.
An robh an seòladh agaibh soirbheachail? – Byla vaše plavba úspěšná?
Výše uvedené výrazy gearradh a losgadh tak mohou podle kontextu mít i významy "řežba", "řez" a "střelba", pro které gaelšina nemá zvláštní (tedy odlišné) odvozené tvary.
Zvláštním rysem gaelštiny jsou tzv. číselná podstatná jména (v angličtině numerical nouns, v gaelštině ainmearan àireamhach). Významově odpovídají číslovkám jedna až deset, ale používají se pouze v souvislosti s osobami, ať už jsou tyto ve větě přímo zmíněny nebo ne.
Bha ochdnar (dhaoine) ann. – Bylo tam osm lidí.

### Podstatná jména složená
Gaelština obsahuje nemalý počet výrazů, které jsou vytvořeny spojením dvou samostatných podstatných jmen. V těchto složeninách je přízvuk kladen na první slabiku druhého podstatného jména (obecně je přízvuk v gaelštině kladen na první slabiku slova) a bývají svázána pomocí spojovníku (někdy jsou ovšem psána jako jedno slovo bez spojovníku). Toto rozlišení pomocí přízvuku a spojení do jednoho slova je důležité kvůli významovému posunu:
gloinne-leanna – pivní sklenice (přízvuk pouze na leanna)
gloinne leanna – sklenice piva (přízvuk jak na gloinne, tak na leanna)
sgian-litreach – nůž na dopisy (přízvuk pouze na litreach – sgian litreach se dvěma přízvuky/bez spojení by znamenalo nůž z dopisu)
V mnoha případech jsou tyto složeniny používány pro označení věcí nebo osob, pro něž je v češtině běžné jednoduché podstatné jméno:
taigh-bìdh – restaurace (doslova "dům pro jezení")
fear-lagha – právník (doslova "muž zákonů")
ceann-uidhe – cíl [nějakého putování] (doslova "vrchol cesty")
U těchto slov je skloňováno pouze první podstatné jméno, kdežto druhé zůstává v genitivu bez ohledu na to, v jakém pádu se nachází celý výraz.

### Vlastní jména
Vlastní jména mají v gaelštině svůj specifický systém skloňování, tzn.při rozdělení podstatných jmen do tříd podle typů skloňování podle libovolného způsobu by se mužská a ženská vlastní jména ocitla jako dvě samostatné třídy.
Zvláštní skupinu vlastních jmen tvoří příjmení. Ta, která začínají na Mac- (syn), jsou příjmeními výlučně mužskými, jejichž ženské protějšky začínají na Nic- (dcera):
Dòmhnall MacGriogair – Donald MacGregor
Màiri NicGriogair – Mary MacGregor(ová)
Příjmení, která na Mac-/Nic- nezačínají, jsou ve spojení s rodným jménem chápána jako přídavná jména, a jako přídavná jména jsou rovněž skloňována. Stojí-li samostatně, tvoří se z nich podstatná jména pomocí členu určitého a přípony -(e)ach:
Thachair mi ri Alasdair Caimbeul an-diugh. – Potkal jsem dnes Alexandra Campbella.
Thachair mi ris an Caimbeulach an-diugh. – Potkal jsem dnes Campbella.

## Přídavná jména
Až na několik výjimek se přídavné jméno v gaelštině nachází až za jménem podstatným:
"taigh mòr – velký dům"
"cù luath – rychlý pes"
(Pro tyto výjimky ovšem často existují synonyma, která tuto zásadu neporušují, takže "deagh nàbaidh – dobrý soused" lze vyjádřit i jako "nàbaidh math").
Množné číslo jednoslabičných přídavných jmen se tvoří příponou -a nebo -e; u víceslabičných k žádné změně nedochází.

### Skloňování
Při skloňování v jednotném čísle může docházet v závislosti na mluvnickém rodu, pádu a použití členu jak k lenizaci, tak ke změně koncovky, ale v množném čísle zůstává tvar přídavného jména stejný: například bàn – světlý nabývá podle situace v jednotném čísle tvarů bàn, bhàn, bàin, bhàin, bàine a bhàine, ale v množném čísle zůstává jednotný tvar bàna.
Stejně jako u podstatných jmen jsou pravidla skloňování vlastních jmen poněkud odlišná od pravidel skloňování jmen obecných.

### Stupňování
Tvary přídavného jména pro druhý i třetí stupeň jsou v gaelštině (až na některé výjimky) tvořeny shodně hláskovou změnou na konci slova:
sàmhach (tichý) > sàmhaiche ((nej)tišší).
Ve většině případů se liší použitím částice nas před druhým stupněm a částice as před třetím stupněm, tedy:
nas sàmhaiche (tišší)
as sàmhaiche (nejtišší),
ale v některých větných konstrukcích je částice as používána i před druhým stupněm, takže například věta "Is e Raibeart as sine" může podle kontextu znamenat jak "Robert je starší", tak "Robert je nejstarší".

### Odvozená přídavná jména
Stejně jako v jiných jazycích je mnoho gaelských přídavných jmen odvozeno z jiných slovních druhů. Mezi nejběžnější způsoby tvorby odvozených přídavných jmen patří tyto:
- Příponou k podstatnému jménu
bròn (smutek) > brònach (smutný)
cosg (cena) > cosgail (cenný, drahý)
- Příponou ke kořeni slovesa:
dùin (zavřít) > dùinte (zavřený)
- Předponou neo- nebo mì-, odpovídající českému "ne-":
cionntach (vinný) > neo-chionntach (nevinný)
modhail (zdvořilý) > mì-mhodhail (nezdvořilý)

## Zájmena
Gaelská zájmena jsou nesklonná a některá zachovávají stejný tvar bez ohledu na osobu a číslo – např. seo tedy může podle kontextu znamenat tento, tato, toto, tito, tyto i tato.

### Osobní zájmena
mi (mise) – já
thu / tu (thusa / tusa) – ty
e (esan) – on/ono
i (ise) – ona/ono
sinn (sinne) – my
sibh (sibhse) – vy (včetně vykání)
iad (iadsan) – oni
Druhá osoba: Obvyklým tvarem jednotného čísla je thu, ale při některých jazykových jevech (například v podmiňovacím způsobu) se používá tu. Stejně jako v češtině existuje i v gaelštině vykání, tedy použití sibh a odvozených tvarů ve formálním styku, kvůli vyjádření úcty starší osobě apod.
Třetí osoba: Z důvodu neexistence středního rodu v gaelštině má tato pouze dvě osobní zájmena pro jednotné číslo. V množném čísle k rozlišení mezi rody nedochází vůbec.
Zvláštním jevem jsou tzv. "emfatické tvary" (ve výčtu v závorce). Vznikají pomocí přípon -e, -sa, -se a -san a jejich funkcí je zdůraznění, kterého se v jiných jazycích dosahuje pomocí důrazu v mluveném a podtržení, kurzívy atd. v písemném projevu.
Tha mi tinn. – (Já) jsem nemocný.
Tha mise tinn, ach tha iadsan ceart gu leòr. – Já jsem nemocný, ale oni jsou v pořádku.
V některých případech, jako třeba u třetího stupně přídavných jmen, je zvykem používat emfatický tvar automaticky:
tha ise as òige – ona je nejmladší.

### Ukazovací zájmena
Ukazovací zájmena ve funkci přívlastku se kladou až za podstatné jméno, a vyžadují použití členu určitého:
an togalach sin – tamta budova
V některých případech je možno použít pro větné konstrukce typu "toto je..." atd. pouze zájmeno:
Seo mo phiuthar. – Toto je moje sestra. (doslova "Toto moje sestra.")

### Vztažná zájmena
Vztažná zájmena vyžadují použití relativního budoucího času:
a' cheist a bhitheas as doirbhe – otázka, která bude nejtěžší

### Přivlastňovací zájmena
mo (m' před samohláskou) – můj/moje
do (d' před samohláskou) – tvůj/tvoje
a (před samohláskou zcela mizí) – jeho
a – její
ar – náš/naše
ur – váš/vaše
an/am – jejich
Zájmena mo, do a a (ve smyslu "jeho", nikoliv "její") způsobují lenizaci.
Gaelština rozlišuje mezi tzv. "zcizitelným" (v angličtině alienable, v gaelštině dealaichte) a "nezcizitelným" (v angličtině inalienable, v gaelštině do-dhealaichte) "vlastnictvím". Jako nezcizitelné se chápou třeba části těla, příbuzní nebo domov, a v souvislosti s těmito slovy se používají přivlastňovací zájmena:
mo cheann – moje hlava
do sheanair – tvůj dědeček
V ostatních případech se místo přivlastňovacího zájmene používá vazby "člen + podstatné jméno + tvar předložkového zájmena odvozený od předložky aig":
an càr againn – naše auto (doslova "to auto u nás")
V mnoha případech je možné použít obě možnosti, ovšem s významovým rozdílem – například slovo gruag bude ve frázi a gruag znamenat "její (vlastní) vlasy", ale ve frázi a' ghruag aice půjde o "její paruku". Podobně mo charaid i an caraid agam znamenají "můj přítel", ale v prvním případě půjde o daleko silnější citovou vazbu.

### Předložková zájmena
Pokud má být osobní zájmeno použito po jednoduché předložce, namísto skloňování splynou tato dvě slova v jedno, tzv. předložkové zájmeno (v angličtině prepositional pronoun, v gaelštině roi-riochdair):
le (s) + mi (já) > leam (se mnou)
eadar (mezi) + sinn (my) > eadarainn (mezi námi)
Protože tato zájmena vznikají ze zájmen osobních, mají rovněž své emfatické tvary, např.:
fo (pod) + sibh (vy) > fodhaibh (pod vámi) > fodhaibhse (pod vámi).
K podobnému splynutí v některých případech dochází i u zájmen přivlastňovacích:
an (v) + mo (moje) > nam (v mojí)

## Číslovky
Úvodem je třeba zmínit, že číslovky nejsou v gaelštině chápány jako samostatný slovní druh, ale jako podstatná jména, stojí-li osamoceně, a jako přídavná jména, předcházejí-li podstatné jméno. Tento odstavec by se tedy v gaelštině jmenoval spíše "číslování" než "číslovky".
V gaelštině jsou v současnosti používány dva systémy číslování – desítkový a dvacítkový. Zatímco desítkový systém je používán ve školství a dá se předpokládat, že časem nahradí systém dvacítkový, mimo jiné s ohledem na to, že je jednodušší, většina rodilých mluvčích dosud používá tradiční dvacítkový systém.

### Číslovky základní
Pro čísla 1 – 20 je číslování stejné v obou systémech: prvních deset čísel (a fichead – dvacet) má samostatné názvy a čísla 11 – 19 se tvoří přidáním slova deug, které tak má funkci české přípony "-náct":
a ceithir – čtyři
a ceithir deug – čtrnáct
V obou systémech rovněž, jak je vidět, čísla pro jednotky, nejsou-li následována podstatným jménem, předchází částice a (a h- před číslicemi začínajícími samohláskou):
Tha seachd craobhan ann. – Je tam sedm stromů.
Tha a seachd ann. – Je jich tam sedm.
ochd meanglanan – osm větví
a h-ochd – osm (např. při odpočítávání)

#### Dvacítkový systém
Čísla nad dvacet se tvoří ve dvacítkovém systému přidáním výrazu air fhichead (doslova "na dvacet"), a to až po číslo 39 – jinými slovy, gaelština počítá "...dvacet osm, dvacet devět, dvacet deset, dvacet jedenáct..." (nebo přesněji: "...devět na dvacet,deset na dvacet..."):
ceithir air fhichead – dvacet čtyři
ceithir deug air fhichead – třicet čtyři (doslova "čtrnáct na dvacet")
Při použití podstatného jména je toto umístěno ještě před "deug" a/nebo "air fhichead":
ceithir lochan deug air fhichead – třicet čtyři jezer
Dále se používá násobku dvaceti, za nímž následuje 's a ("a") a zbytek přes tento násobek, tedy například:
46 – dà fhichead 's a ceithir – doslova "dva dvacet a šest" (2×20+6=46)
78 – trì fichead 's a h-ochd deug – doslova "tři dvacet a osmnáct" (3×20+18=78)
135 – sia fichead 's a còig deug – doslova "šest dvacet a patnáct" (6×20+15=135)
Při použití podstatného jména je toto umístěno za "fichead":
78 listů – trì fichead duilleag 's a h-ochd deug – doslova "tři dvacet list a osmnáct"

#### Desítkový systém
Naproti tomu systém desítkový je obdobný, jako v jiných jazycích: napřed číslo pro násobek desíti, tedy kupříkladu seasgad pro šedesát (tato slova, s výjimkou fichead – dvacet a ceud – sto, mìle – tisíc apod. před zavedením desítkového systému neexistovala), poté 's a ("a") a nakonec jednotka:
46 – ceathrad 's a dhà – doslova "čtyřicet a šest"
78 – seachdad 's a h-ochd – doslova "sedmdesát a osm"
135 – ceud, trithead 's a còig – doslova "sto, třicet a pět"
Případné podstatné jméno může být umístěno jak obdobně dvacítkovému systému uprostřed výrazu, tak obdobně češtině až na konci:
78 listů – seachdad duilleag 's a h-ochd nebo seachdad 's a h-ochd duilleag.

#### Tvary podstatného jména
Pro tvar podstatného jména, použitého po číslovce, obecně platí, že se používá nominativ (pouze po dà/dhà – dva následuje dativ). Množné číslo se ovšem používá pouze po číslicích označujících jednotky (bez ohledu na to, následují-li výrazy deug, air fhichead atd.). V ostatních případech, tedy po fichead (dvacet), seachdad (sedmdesát), ceud (sto) atd., ale i po výrazech jako dusan (tucet) následuje podstatné jméno v jednotném čísle. Navíc některá slova, např. duine (člověk) nebo bliadhna (rok) stojí po jakékoliv číslovce vždy v jednotném čísle. I tato slova ovšem mají své tvary množného čísla, používané obecně:
Bha mi a' fuireach nam bliadhnaichean anns an Fhraing. – Po léta jsem žil ve Francii.

### Číslovky řadové
Číslovky řadové jsou tvořeny částicí an (a' pro a' chiad – první) stojící před číslovkou a příponou -(e)amh/-th(e)amh (s výjimkou a' chiad – první a an dàrna/an dara – druhý; an trìtheamh – třetí má alternativní formu an treas) a i u desítkového systému si zachovávají některé prvky systému dvacítkového:
16. – an siathamh òran deug – šestnáctá píseň, doslova "šestá píseň -náct" (oba systémy)
78. – an trì ficheadamh òran 's a h-ochd deug – sedmdesátá osmá píseň, doslova "tři dvacátá píseň a osmnáct" (dvacítkový systém)
78. – an seachdadamh òran 's a h-ochd – sedmdesátá osmá píseň, doslova "sedmdesátá píseň a osm" (desítkový systém)

### Číslovky neurčité
I o číslovkách neurčitých platí, že jsou v gaelštině chápány jako podstatná jména. Mají tedy svůj mluvnický rod, a pokud po nich následuje další podstatné jméno, stojí toto v genitivu, který je v této souvislosti chápán jako přivlastňovací pád.

## Slovesa
Základním tvarem, neboli lemmou, gaelského slovesa není infinitiv, ale rozkazovací způsob 2.osoby jednotného čísla, od nějž se ostatní tvary včetně infinitivu odvozují. Tyto tvary jsou totožné pro mužský a ženský rod a ve většině případů i pro všechny osoby jednotného i množného čísla (proto je nutné uvádět zároveň se slovesem i podmět). Výjimkami jsou podmiňovací a rozkazovací způsob. Druhým důležitým tvarem je příčestí přítomné, které se tvoří částicí a' (ag před samohláskami) a různými příponami a změnami koncovek. Ze samotné lemmy nelze určit, který způsob tvorby příčestí použít; mimoto mnoho sloves má dva i tři různé tvary příčestí, a v nemálo případech je příčestí s lemmou totožné. Proto slovníky gaelštiny zpravidla uvádějí u sloves jak lemmu, tak tvar (případně tvary) přítomného příčestí.
leugh (čti) > a' leughadh (čtoucí)
creid (věř) > a' creideamh (věřící)
freagair (odpověz) > a' freagairt (odpovídající)
fuirich (čekej) > a' fuireach (čekající)
ith (jez) > ag ithe (jedící)
can (čekej) > a' cantainn nebo a' cantail (čekající)
snàmh (plav) > a' snàmh (plavající)
Vynecháním částice vzniká z příčestí podstatné jméno slovesné:
a' freagairt – odpovídající
freagairt – odpovídání nebo odpověď
Příčestí se používá téměř vždy v čase přítomném, a protože gaelština nerozlišuje mezi slovesy dokonavými a nedokonavými, k popsání vidu nedokonavého v časech ostatních:
tilg = hoď i házej
thilg mi – hodil jsem
bha mi a' tilgeil – házel jsem (doslova "byl jsem házející")

### Sloveso "být"
Základní tvary slovesa bi – "být" jsou tyto:
- infinitiv: a bhith – být
- přítomný čas: tha – jsem, jsi, je, jsme, jste, jsou; a bheil? – jsem? atd.; chan eil – nejsem  atd.; nach eil? – nejsem? atd.
- minulý čas: bha – byl jsem atd.; an robh? – byl jsem? atd.; cha robh – nebyl jsem  atd.; nach robh? – nebyl jsem? atd.
- budoucí čas: bidh – budu atd.; am bi? – budu? atd.; cha bhith – nebudu atd.; nach bi – nebudu? atd.

Kromě slovesa bi má gaelština pro české "být" ještě méně často používané sloveso is (často zkracované na 's). Jedná se o sloveso defektní, které má pouze tvary přítomného a minulého času. Používá se pro spojení podmětu s předmětem, tedy vyjádření toho, že "něco je něco". Pro srovnání:
Is / 'S e seo mo bhràthair. – Toto je můj bratr.
Tha mo bhràthair sgìth / dhachaigh. – Můj bratr je unavený / doma.
Toto sloveso se rovněž používá u některých konstrukcí stupňování přídavných jmen a příslovcí a dále v mnoha ustálených větných konstrukcích.

### Časy

#### Čas přítomný
S výjimkou slovesa "být" gaelština nezná přítomný čas prostý, pouze průběhový, tzn. tvořený v podobě:
tvar slovesa "být" + podmět + příčestí přítomné:
glas (zamkni) > tha mi a' glasad (zamykám) (doslova "jsem já zamykající")
Otázka a zápor jsou tvořeny změnami tvaru slovesa "být", nikoliv slovesa plnovýznamového:
a bheil mi a' glasad? – zamykám?
chan eil mi a' glasad – nezamykám
nach eil mi a' glasad? – nezamykám?

#### Čas minulý
Minulý čas vzniká lenizací daného slovesa. Jelikož slovesa začínající samohláskou nelenizují, dochází místo toho k přidání předpony dh-'. Protože lenizované f (tedy fh) je "němé", tzn. vůbec se nevyslovuje, přidává se dh-' i před něj:
glas (zamkni) > ghlas mi (zamykal jsem)
ith (jez) > dh'ith mi (jedl jsem)
fàg (odejdi) > dh'fhàg mi (odešel jsem)
Otázka a zápor jsou poté tvořeny pomocí tázací nebo záporné částice a dále částice do, která je rovněž používána po spojce "že":
an do ghlas mi? – zamykal jsem? / zamknul jsem?
cha do dh'ith mi – nejedl jsem
nach do dh'ith mi? – nejedl jsem?
gun do dh'fhàg mi – že jsem odešel
nach do dh'fhàg mi – že jsem neodešel

#### Čas budoucí
Budoucí čas je tvořen pomocí přípony -(a)idh:
glasaidh mi – zamknu / budu zamykat
ithidh mi – budu jíst
fàgaidh mi – odejdu
Otázka a zápor jsou poté tvořeny pomocí tázací nebo záporné částice a lemmy (tedy základního tvaru bez přípony), v některých případech lenizované:
an glas mi? – zamknu?
cha ghlas mi – nezamknu
nach ith mi? – nebudu jíst?
gum fàg mi – že odejdu
nach fhàg mi – že neodejdu

#### Čas budoucí relativní
Kromě základního tvaru budoucího času má gaelština ještě tzv. budoucí čas relativní (anglicky relative future nebo též  '-s' future), který se používá po některých tázacích a vztažných zájmenech, příslovcích a předložkách. Tvoří se přidáním koncovky -(e)as k infinitivu, mnohdy bez částice a:
Cò ghlasas an taigh? – Kdo zamkne dům?
Cuin a dh'itheas sinn? – Kdy budeme jíst?
Ma dh'fhàgas tu an-diugh, beiridh thu air gu sàbhailte. – Jestli odejdeš dnes, stihneš to pohodlně.
(Sloveso beir v posledním příkladu již k předložce ma (jestli) nepatří, proto je v základním tvaru budoucího času.)

### Další tvary

#### Infinitiv
Infinitiv je tvořen pomocí částice a postavené před lemmu a lenizací lemmy. Jelikož slovesa začínající samohláskou nelenizují, dochází místo toho k přidání předpony dh-'. Protože lenizované f (tedy fh), je "němé", tzn. vůbec se nevyslovuje, přidává se dh-' i před něj:
glas (zamkni) > a ghlas (zamknout)
ith (jez) > a dh'ith (jíst)
fàg (odejdi) > a dh'fhàg (odejít)

#### Trpný rod
Trpný rod lze vyjádřit buď trpným příčestím, nebo pomocí různých větných konstrukcí (viz odstavec větná skladba).
Trpné příčestí se tvoří příponou -te. Dříve používaná přípona -ta (případně -da) se dnes vyskytuje už jen u několika málo tradičních výrazů; u této přípony tedy není dodržováno pravidlo "úzká k úzké a široká k široké". Tvar trpného příčestí je zároveň totožný s tvarem přídavného jména slovesného:
glas (zamkni) > glaste (zamčen nebo zamčený)

#### Podmiňovací způsob
Sloveso v podmiňovacím způsobu je tvořeno lenizací (u souhlásek) nebo předponou dh-' (u samohlásek) a příponou, která má tvar:
- -(a)inn pro 1.osobu jednotného čísla
- -(e)amaid pro 1.osobu množného čísla a
- -(e)adh pro všechny ostatní případy.

V 1.osobě jednotného ani množného čísla už pak kvůli specifičnosti přípon nedochází k následnému použití zájmena:
glas (zamkni) > ghlasainn (zamkl bych)
glas > ghlasamaid (zamkli bychom)
glas > ghlasadh tu / e / i / sibh / iad (zamkl bys / zamkl by / zamkla by / zamkli byste / zamkli by)
(V některých nářečích je ale možno použít -(e)adh sinn místo -(e)amaid a mezi mladšími mluvčími je běžné použití -(e)adh mi místo -(a)inn.
Otázka a zápor se tvoří použitím obvyklých částic. lenizace zůstává v záporu zachována, ale ve tvarech tázacích se nepoužívá:
cha ghlasainn – nezamkl bych
an glasainn? – zamkl bych?
nach glasainn? – nezamkl bych?
Předpona dh-' před samohláskou se používá pouze ve tvaru oznamovacím:
ith (jez) > dh'ithinn (jedl bych)
ith > an ithinn? (jedl bych?)
ith > chan ithinn (nejedl bych)
ith > nach ithinn? (nejedl bych?)

#### Rozkazovací způsob
Gaelština má tvary rozkazovacího způsobu pro všechny osoby v obou číslech – tam, kde dotyčný tvar v češtině chybí, odpovídá gaelský rozkazovací způsob přibližně českému "Ať... !":
Fàgadh iad! – Ať odejdou!
V první osobě jednotného čísla je tvořen příponou -(e)am; v první osobě množného čísla příponou -(e)amaid; ve druhé osobě jednotného čísla se jedná o samotnou lemmu; ve druhé osobě množného čísla (včetně vykání) je tvořen příponou -(a)ibh a ve třetí osobě (v jednotném i množném čísle) příponou -(e)adh. Pouze ve třetí osobě se za tvar rozkazovacího způsobu přidává osobní zájmeno.
Itheam! – Ať jím!
Ith! – Jez!
Itheadh e! – Ať jí! (on)
Itheadh i! – Ať jí! (ona)
Glasamaid! – Zamkněme!
Glasaibh! – Zamkněte!
Glasadh iad! – Ať zamknou!
Záporný rozkaz se tvoří pomocí částice na přidané před příslušný tvar slovesa:
Na ith! – Nejez!
Na glasaibh! – Nezamykejte!
Na fàgadh iad! – Ať neodcházejí!

### Nepravidelná a defektní slovesa
Gaelština má (s výjimkou slovesa "být") pouze deset nepravidelných sloves, tedy sloves, u kterých se některé tvary liší od tvarů, které by vznikly podle výše popsaných pravidel. Jedná se o tato slovesa (uváděné tvary jsou v pořadí lemma – příčestí přítomné – minulý čas – budoucí čas – přibližný překlad v infinitivu):
- abair – ag ràdh – thuirt – their – říci
- beir – a' breith – rug – beiridh – chytit
- cluinn – a' cluinntinn – chuala – cluinnidh – slyšet
- dèan – a' dèanamh – rinn – nì – dělat
- faic – a' faicinn – chunnaic – chì – vidět
- faigh – a' faighinn/faotainn – fhuair – gheibh – dostat, získat
- rach – a' dol – chaidh – thèid – jít
- ruig – a' ruiginn/ruigsinn/ruigheachd – ràinig – ruigidh – dosáhnout
- thig – a' tighinn – thàinig – thig – přijít
- thoir – a' toirt – thug – bheir – dát/přinést

Takzvaná defektní slovesa jsou ta, která nemají všechny tvary. V gaelštině se většinou jedná o slovesa mající pouze minulý, případně přítomný a minulý čas, pouze budoucí čas a podmiňovací způsob, nebo pouze rozkazovací způsob:
arsa – řekl jsem, řekl jsi atd. – pouze minulý čas
is – pouze přítomný a minulý čas (viz odstavec Sloveso "být")
feum – musel bych / budu muset atd. – pouze budoucí čas a podmiňovací způsob
siuthad(aibh) – pokračuj(te) – pouze rozkazovací způsob, 2.osoba

### Složená slovesa
V češtině existuje mnoho sloves, pro které gaelština nemá jednoslovný ekvivalent. Místo toho používá dalšího slova (předložky, podstatného jména, příslovce atd.) nebo i více slov připojených ke slovesu s obecnějším významem:
cuir – dát
cuir mu – obléct (doslova "dát na")
cuir ceart – opravit (doslova "dělat správné")
dèan – dělat
dèan cabhag – spěchat (doslova "dělat spěch")
rach – jít
rach à sealladh – mizet (doslova "jít z pohledu")
Někdy existuje jak jednoslovné sloveso, tak sloveso složené s totožným významem, ale jedna z těchto forem je zpravidla idiomatičtější než druhá:
falaich / cuir am falach – schovat (idiomatičtější je zde složenina, doslova znamenající "dát ve skrýš")
Kromě toho často české sloveso v gaelštině nahrazuje speciální větná konstrukce – viz odstavec Větná skladba.

## Příslovce
Jednoslovná příslovce tvoří v gaelštině menší část, ale většinou se jedná o často používané výrazy:
fhathast – dosud
glè – velmi
V mnoha případech začínají předponou a-:
a-mach – ven
a-rithist – znovu
Do této skupiny patří také většina tázacích příslovcí (i když ne všechna), např.:
cò – kdo, dè – co, cuin – kdy
ale cia mheud – kolik
Všechna tázací příslovce lze použít rovněž jako příslovce vztažná:
Ciamar a tha thu? – Jak se máte?
Tha i a' faighneachd ciamar an do rinn thu e. – Ptá se, jak jsi to udělal.
Některé vyžadují použití relativního budoucího času:
Cuin a leughas tu an aiste? – Kdy si přečteš ten článek?
Zvláštním rysem gaelštiny je použití různých příslovcí pro "nahoru" a "dolů" podle toho, zda se jedná o pohyb směrem od mluvčího nebo k mluvčímu, případně jiné osobě nebo předmětu, k níž je pohyb vztažen:
suas – nahoru (směrem od mluvčího)
a-nìos – nahoru (směrem k mluvčímu)
sìos – dolů (směrem od mluvčího)
a-nuas – dolů (směrem k mluvčímu)

### Složená příslovce
Z každého vhodného přídavného jména lze vytvořit příslovce tím, že se před něj umístí částice gu:
math – dobrý > gu math – dobře
cudromach – důležitý > gu cudromach – důležitě
Pokud příslušné přídavné jméno začíná samohláskou, přidává se před něj ještě přípona h-:
àraidh – zvláštní > gu h-àraidh – zvláště
V některých případech je možno částici vynechat:
tric – častý > (gu) tric – často
Při stupňování nabývají tato příslovce stejné tvary, jako příslušné přídavné jméno:
cudromach – důležitý
gu cudromach – důležitě
nas cudromaiche – důležitější i důležitěji
Velké množství příslovcí začíná předložkou:
a thaobh – stranou (doslova "do strany")
air fad – zcela (doslova "po délce")
Někdy jsou tvořena i více než dvěma slovy:
a dh'aon àm – zároveň (doslova "do jednoho času")
V některých případech tvoří jejich část přivlastňovací zájmeno, a tvar příslovce se tedy liší v závislosti na osobě:
air mo, do... chois – vzhůru (doslova "na mé, tvé... noze")
Tha mi air mo chois fhathast. – Ještě jsem vzhůru.
A bheil thu air do chois fhathast? – Jsi ještě vzhůru? atd.

## Předložky
Gaelština rozlišuje dva druhy předložek – jednoduché a složené. Jednoduché předložky jsou (s výjimkou eadar – mezi) jednoslabičná slova. Po většině z nich následuje dativ, ale některé jsou následovány genitivem a některé nominativem. Ve spojení s osobním zájmenem se jednoduché předložky slučují do předložkových zájmen.
Některé jednoduché předložky, mají-li být následovány určitým členem v jednotném čísle, se s tímto spojují v jedno slovo, které způsobuje lenizaci:
bho (z, ze) + (člen určitý) an > bhon
mu (o) + (člen určitý) an > mun
Ostatní tvary členu určitého s výjimkou an t- jsou v této situaci nahrazeny základním tvarem an (tedy například bho + a' tvoří rovněž bhon). V množném čísle k tomuto splynutí nedochází:
mun ghnothach – o té záležitosti
mu na gnothaichean – o těch záležitostech

### Složené předložky
Složené předložky jsou tvořeny dvěma slovy, z nichž první je většinou samo o sobě jednoduchou předložkou, například:
air cùlaibh – za (doslova "na zadu")
am measg – mezi (doslova "ve středu")
Z tohoto důvodu jsou následovány genitivem:
an aghaidh – proti (doslova "ve tváři"), gaoth – vítr
an aghaidh gaoithe – proti větru (doslova "ve tváři větru")
Místo osobních zájmen se ve spojení se složenými předložkami používají zájmena přivlastňovací, a to buď mezi jednotlivými částmi předložky:
air mo chùlaibh – za mnou (doslova "za mým zádem"),
nebo po vytvoření předložkového přivlastňovacího zájmena s prvním slovem složené předložky:
nam aghaidh – proti mně (doslova "v mé tváři", kde nam (v mé) je vytvořeno z an (v) a mo (můj))
nar measg – mezi námi (doslova "v našem středu", kde nar (v našem) je vytvořeno z an (v) a ar (náš)

## Spojky
Spojky souřadící (agus – a, ach – ale, oir – protože atd.) spojují jednotlivé věty či větné členy bez toho, aby měnily jejich podobu, pouze v některých případech dochází k použití jiné částice:
Dh'èirich e. Cha robh e fhathast ceithir uairean. – Vstal. Nebyly ještě čtyři hodiny.
Dh'èirich e ged nach robh e fhathast ceithir uairean. – Vstal, ačkoliv ještě nebyly čtyři hodiny.
Po spojce že, která má v gaelštině tvary gu, gum, gun a gur, a v záporu nach (=že ne), následuje sloveso v tom tvaru, v jakém se vyskytuje v otázce (tedy nikoliv ve větě oznamovací), pouze tázací částice je nahrazena příslušným tvarem spojky:
Coisichidh i ann. – Půjde tam.
An coisich i ann? – Půjde tam?
Thuirt i gun coisich i ann. – Řekla, že tam půjde.
Thuirt i nach coisich i ann. – Řekla, že tam nepůjde.
Po některých spojkách, například ma (jestli, zda), nuair (když, až) atd. následuje sloveso v tzv. relativním budoucím čase.

## Částice a člen určitý

### Částice
Gaelština používá částice v mnoha nejrůznějších případech, velmi často tam, kde čeština používá předponu nebo příponu. Mezi nejčastější patří:
- Příčestí přítomné, infinitiv:
a' ruith – běžící
ag òl – pijící
a ruith – běžet

- Otázka, zápor, záporná otázka:
An dèan thu sin? – Uděláš to?
Am faca iad e? – Viděli ho?
Cha sgrìobh mi thuige. – Nenapíšu mu.
Chan eil mi cinnteach. – Nejsem si jist.
Nach freagair thu i? – Neodpovíš jí?

- Otázka a zápor v minulém čase:
An do rinn thu sin? – Udělal jsi to?
Cha do sgrìobh mi thuige. – Nenapsal jsem mu.

- Příslovce vzniklá z přídavných jmen:
sàbhailte – bezpečný
gu sàbhailte – bezpečně

### Člen určitý
Gaelština nezná člen neurčitý ani dělivý. Naproti tomu člen určitý v ní nabývá různých tvarů v závislosti na mluvnickém rodu, pádu a čísle příslušného podstatného jména. Tyto tvary jsou pro jednotné číslo a', am, an, an t-, na a na h- a pro množné číslo na, na h-, nam a nan. Některé příklady:
- beinn – hora
a' bheinn – (ta) hora
na beinne – (té) hory
nam beantann – (těch) hor
- peansail – tužka (v gaelštině mužský rod)
am peansail – (ta) tužka
a' pheansail – (té) tužky
na peansailean – (ty) tužky
- seòmar – pokoj
an t-seòmar – (ten) pokoj
na seòmraichean – (ty) pokoje
nan seòmraichean – (těch) pokojů
- ubhal – jablko (v gaelštině ženský rod)
an ubhal – (to) jablko
na h-ùbhlan – (ta) jablka

Jak je patrné, mnohé tvary jsou používány ve vzájemně nesouvisejících případech, například na v mužském rodě vždy znamená množné číslo, ale v ženském rodě může jít i o genitiv čísla jednotného.

## Větná skladba
Základní tvar věty v gaelštině je "sloveso + podmět (+ předmět + příslovečné určení)", a to ve větách oznamovacích, tázacích i záporných:
Cheannaich Alasdair leabhar an-diugh. – Alexander dnes koupil knihu.
(doslova) Koupil Alexandr knihu dnes.
An do cheannaich Alasdair leabhar an-diugh?. – Koupil dnes Alexander knihu?
(doslova) Koupil Alexandr knihu dnes?
Cha do cheannaich Alasdair leabhar an-diugh. – Alexander dnes nekoupil knihu.
(doslova) Nekoupil Alexandr knihu dnes.
V případech, kdy v češtině změnou slovosledu dochází ke zdůraznění některé části věty, používá gaelština pomocnou větu s "být":
Chan ann an-diugh an do cheannaich Alasdair an leabhar. – Dnes Alexander tu knihu nekoupil.
(doslova) Není v tom dnes, co koupil Alexandr tu knihu.
Ve větách s použitím pomocného slovesa "být", tedy mimo jiné ve všech větách v přítomném čase (pokud v nich "být" nefunguje jako plnovýznamové sloveso) je pořadí na začátku "sloveso "být" + podmět + příčestí přítomné":
Tha Alasdair a' cheannach. – Alexander kupuje.
(doslova) Je Alexandr kupující.
U některých sloves, která jsou považována za "statická" (stát, sedět, ležet, spát apod., ale kupříkladu i běžet), se místo vazby s příčestím přítomným používá vazby s předložkovým zájmenem a podstatným jménem slovesným:
Tha i na cadal. – (Ona) spí. (doslova "Je (ona) v jejím spaní.")
Trpný rod je možno vyjádřit buď pomocí příčestí trpného, nebo různými ustálenými vazbami, např. pomocí předložky air (na) nebo slovesa rach (jít):
Tha e claoidhte. – Je unaven. (trpné příčestí z claoidh – unavit)
Tha e air a chlaoidh. – Je unaven. (doslova "Je po jeho unavení.")
Bha e air a chlaoidh. – Byl unaven. (doslova "Byl po jeho unavení.")
Chaidh e a chlaoidh. – Byl unaven. (doslova "Šel unavit.")
Thèid e a chlaoidh. – Bude unaven. (doslova "Půjde unavit.")

### Ustálené vazby
V gaelštině existuje celá řada ustálených vazeb, jejichž víceméně doslovný překlad do češtiny je sice možný, ale působí knižním až neidiomatickým dojmem, a je přirozenější překládat je pomocí prostého slovesa nebo jiného výrazu. Naproti tomu v gaelštině je jejich použití daleko obvyklejší, a mnohdy samostatné sloveso s příslušným významem ani neexistuje. Jako několik příkladů může posloužit:
'S toil le Pàdraig a bhith a' seinn. – Patrik rád zpívá.
(přesněji "Patrik má zálibu zpívat.", úplně doslovně "Je záliba s Patrikem být zpívající.")
An tèid do Chatrìona air còcaireachd? – Dokáže Kateřina vařit?
(přesněji "Půjde Kateřině vaření?", úplně doslovně "Půjde do Kateřiny na vaření?")
'S e Eòrpach a tha annamsa. – Jsem Evropan.
(přesněji "Je ve mně evropanství.", úplně doslovně "Je evropský který je ve mně.")
Značná část těchto vazeb používá v případě potřeby vyjádřit předmět pořadí "vazba včetně podmětu + předmět + infinitiv":
Bu mhath leam rudeigin a ràdh. – Rád bych něco řekl.
(přesněji "Bylo by mi lépe, kdybych něco řekl.", úplně doslovně "Bylo by lepší se mnou něco říct.")
Chan urrainn do Raibeart golf a chluich. – Robert neumí hrát golf.
(přesněji "Robert nemá schopnost hrát golf.", úplně doslovně "Není schopnost do Roberta golf hrát.")
Bu chòir dhaibh càr ùr a cheannach. – Měli by si koupit nové auto.
(přesněji "Bylo by pro ně lépe koupit si nové auto.", úplně doslovně "Bylo by lepší do nich auto nové koupit.")

### Souvětí
Stejně jako v češtině, nemá ani v gaelštině tvar slovesa ve větě hlavní vliv na tvar slovesa ve větě vedlejší – ten ovšem může být ovlivněn použitou spojkou. Rozdíl je v tom, že ve většině případů se tyto věty neoddělují čárkou:
Tha i ag ràdh gu bheil i toilichte. – Říká, že je šťastná.
Choimhead e cuin a bhios bus a' dol ann. – Podíval se, kdy tam pojede autobus.
Seo an taigh anns an robh mi a' fuireach. – Toto je ten dům, ve kterém jsem bydlel.
ale Tha e beag, ach tha e sgileil. – Je malý, ale (je) šikovný.